# Мокрецов, Михаил Павлович
Михаил Павлович Мокрецов (род. 9 февраля 1961, пос. Меньил, Игринский район, Удмуртская АССР, СССР) — российский государственный деятель, экономист. Действительный государственный советник Российской Федерации 1 класса (2009).

## Биография
- В 1984 году окончил Ленинградский финансово-экономический институт им. Н. А. Вознесенского по специальности «бухгалтерский учёт и анализ хозяйственной деятельности»[1].
- 1984—1986 годы — на действительной военной службе в Советской Армии. Проходил службу на офицерской должности в финансовых органах.
- 1986—2000 годы работал на руководящих должностях в государственных и коммерческих предприятиях Санкт-Петербурга:
  - 1986—1987 годы — старший бухгалтер-ревизор, заместитель главного бухгалтера завода ПО «Большевик».
  - 1989—1992 годы — главный бухгалтер советско-голландского СП DAP International.
  - 1992—1996 годы — финансовый директор российско-голландской компании ТОО «Росагрико».
  - 1996—2000 годы — генеральный директор аудиторской компании ЗАО «Андрианссен и партнеры»
- С 2000 года находился на службе в налоговых органах:
  - начальник отдела Управления МНС России по Санкт-Петербургу,
  - заместитель руководителя Управления МНС России по Санкт-Петербургу,
  - заместитель руководителя Управления МНС России по Москве,
  - начальник Управления международных налоговых отношений Министерства Российской Федерации по налогам и сборам.
- С 19 ноября 2004 года — заместитель руководителя Федеральной налоговой службы.
- С 21 февраля 2007 по 6 апреля 2010 года — руководитель ФНС России[2][3].
- С 6 апреля 2010 года — начальник Аппарата Министра обороны Российской Федерации[4].
- С 27 июля 2010 года — начальник Аппарата Министра обороны Российской Федерации — заместитель Министра обороны Российской Федерации[5].
- С 5 июля 2011 года — заместитель Министра обороны Российской Федерации[6].
- 15 декабря 2011 года указом Президента отправлен в отставку с поста заместителя Министра обороны.
- С января 2012 года — помощник полномочного представителя президента РФ в Северо-Западном федеральном округе.
- С 23 апреля 2013 по 26 декабря 2018 года — вице-губернатор Санкт-Петербурга. Возглавлял финансовый блок Правительства Санкт-Петербурга, отвечал за решение вопросов экономического планирования, учёта государственного имущества города, инвентаризации мониторинга земель и землеустройства на территории Санкт-Петербурга, вопросов, связанных с осуществлением государственного управления в сфере имущественных отношений, управлением федеральной  собственностью, налоговой, финансовой политики Санкт-Петербурга, разработки и исполнения бюджета города[7]. С августа 2017 года одновременно возглавлял Комитет имущественных отношений Санкт-Петербурга. 26 декабря 2018 года освобождён от должности Временно исполняющим обязанности Губернатора Санкт-Петербурга Александром Бегловым[8].

## Классный чин
- Действительный государственный советник Российской Федерации 1 класса (2 сентября 2009).

## Награды
- Орден «За заслуги перед Отечеством» IV степени
- Заслуженный экономист Российской Федерации (23 марта 2006 года) — за заслуги в обеспечении государственного налогового контроля и многолетнюю добросовестную работу[9]
- Медаль «За укрепление боевого содружества» (Минобороны)
- Благодарность Президента Российской Федерации (2009 год)
- Медаль «За заслуги перед Чеченской Республикой» (25 апреля 2008 года) — за значительный вклад в становление и развитие налоговой системы на территории Чеченской Республики[10]
- Орден Почёта (27 июня 2017 года) — за большие заслуги в достижении высокий экономических показателей региона плодотворную государственную деятельность[11]